# Psilochorus conjunctus
Psilochorus conjunctus är en spindelart som beskrevs av Willis J. Gertsch och Davis 1942. Psilochorus conjunctus ingår i släktet Psilochorus och familjen dallerspindlar. Inga underarter finns listade i Catalogue of Life.